# Viereck
Viereck es un municipio situado en el distrito de Pomerania Occidental-Greifswald, en el estado federado de Mecklemburgo-Pomerania Occidental (Alemania). Tiene una población estimada, a fines de 2022, de 996 habitantes.
Forma parte de la mancomunidad de municipios (en alemán, amt) de Uecker-Randow-Tal.
Está ubicado a poca distancia al oeste de la frontera con Polonia.